# Dobro Polje (Carniole)
Dobro Polje est un village de Slovénie situé dans la commune de Radovljica sur la rive gauche de la rivière Save dans la région de la Haute-Carniole.

## Géographie
Dobro Polje est divisé entre le hameau de Malo Dobro Polje (le « petit Dobro Polje ») au sud-est et la principale zone d'habitation, dite Veliko Dobro Polje (« grand Dobro Polje ») située au nord ouest, .
Le ruisseau Peračica, un affluent de la rivière Sava, a creusé un lit profond à l'est du village.

## Démographie
En 2011, Dobro Polje compte 137 habitants, 126 en 2018.

## Personnalités liées
- Mitja Šivic (1979-), joueur professionnel de hockey sur glace slovène né à Dobro Polje.